# Dix de pique
Le dix de pique (10♠) est une des cartes à jouer traditionnelles en Occident. Elle apparaît dans les jeux de 32 cartes et de 52 cartes et dans certains jeux de tarot. Il s'agit d'une valeur dont l'enseigne est le pique. Il s'agit donc d'une carte noire.